# Trent Reznor
Michael Trent Reznor (Mercer, Pennsylvania, 1965. május 17. –) kétszeres Oscar- és négyszeres Grammy-díjas amerikai zenész, énekes és producer, a Nine Inch Nails zenekar alapítója és vezetője.

## Pályafutása
Michael Trent Reznor Pennsylvania államban, a Pittsburgh és Cleveland között félúton elhelyezkedő Mercerben született, szülei Michael J. Reznor és Nancy Clark. Reznort a középső nevén szólították, hogy elkerüljék az összekeverés lehetőségét az apjával. Miután a szülei elváltak, Trent a nagyszüleivel, lánytestvére, Tera pedig az anyjával élt.
Reznor ötévesen kezdett zongorázni, és korán látszódott, hogy tehetsége van a zenéhez. Ahogy egy 1995-ös interjúban a nagyapja, Bill Clark megjegyezte, „A zene volt az élete, kisfiú kora óta. Nagyon tehetséges volt.” Egykori zongoratanárnője, Rita Beglin szerint Reznor „mindig Harry Connick Jr.-ra emlékeztetett”, amikor játszott.
Reznor időről időre azzal szembesült, hogy a Pennsylvania államban zajló nyugodt élete valamelyest a külvilágtól való elszigeteltség érzését kelti benne. Egy 1994-es Rolling Stone interjúban a zeneiparban meghozott döntéseire a következőképpen utal: „Nem tudom, miért akarom ezeket a dolgokat csinálni” – mondja Reznor – „ha nem azért, hogy meneküljek a tipikus amerikai kisvárosi élettől, hogy elutasítsam a határokat, hogy felfedezzek. Nem egy rossz hely, ahol felnőttem, de semmi sem történik, csak a kukoricaföldek. Az élettapasztalatom a filmnézésből, a tévénézésből, a könyvolvasásból és újságok nézegetéséből származott. És amikor a kibaszott műveltséged abból származik, hogy minden nap nézed a tévét, akkor olyan képekkel telítődsz, hogy vannak dolgok, amik klassznak, helyek, amik érdekesnek tűnnek, emberek, akiknek munkájuk, karrierük és lehetőségeik vannak. Ezek közül egyik sem történt meg ott, ahol én voltam. Csaknem megtanulod felismerni, hogy ez nem neked való.” Bár Reznor később bevallja, „Nem akarom azt a benyomást kelteni, hogy nyomorúságos gyermekkor volt.”
A Mercer Area Junior és Senior középiskolákban Reznor szaxofonon és tubán tanult játszani. A dzsessz és a menetzenekarnak is tagja volt. Dr. Hendley Hoge, a Mercer High School zenekar egykori vezetője úgy emlékezett vissza Reznorra, mint aki „nagyon vidám és barátságos”. Reznor középiskolai évei alatt a színházban is részt vett. Az osztálytársai őt szavazták meg legjobbnak dráma műfajban az olyan szerepeiért, mint a Jézus Krisztus szupersztárból Júdás és a A szótlan zenészből Harold Hill professzor.
Reznor 1983-ban végezte el a középiskolát, majd az Allegheny College-be iratkozott be, ahol informatikát és zenét tanult, valamint egy Option 30 nevű helyi zenekarhoz is csatlakozott, amely hetente három koncertet adott. A főiskolán töltött egy év után Reznor úgy döntött, otthagyja az iskolát, hogy minden idejét zenei karrierjének szentelhesse.
Reznor az Ohio állambeli Clevelandbe költözött. 1985-ben egy The Innocent nevű zenekarhoz csatlakozott billentyűsként. Megjelentettek egy albumot Livin' in the Street címmel, de Reznor mindössze három hónap után kilépett a zenekarból. 1986-ban Reznor feltűnt a The Problems nevű kitalált zenekar tagjaként a Hajnalfény c. filmben. Az Exotic Birds nevű clevelandi helyi zenekarhoz is csatlakozott.
Reznor a (ma Midtown Recording néven ismert) Right Track Studio-nál kapott állást mindenesként. A stúdió tulajdonosa, Bart Koster szerint Reznor „nagyon koncentrál mindenre, amit csinál. Amikor ez a srác fényesítette a padlót, tökéletesen nézett ki.” Koster megengedte Reznornak, hogy munkaidőn kívül használja a stúdiót, amelyet ő arra használt, hogy azoknak a daloknak a demóját vegye fel, amelyek végül a Nine Inch Nails első, Pretty Hate Machine c. albumán kaptak helyet. Ezek a demók később a Purest Feeling név alatt futó bootlegen jelentek meg. Reznor producerként működött közre Marilyn Manson Portrait of an American Family (1994), Smells Like Children (1995), és Antichrist Superstar (1996) c. albumain, mint ahogy a Született gyilkosok és az Útvesztőben c. filmzenék esetében is. Reznor felelős a "Driver Down" és a "Videodrones; Questions" c. szerzeményekért az Lost Highway – Útvesztőben filmzenéjén. Egy másik szám, a "The Perfect Drug" viszont Nine Inch Nails szerzeményként szerepel.
Reznor szereti a videójátékokat, legfőképpen a Doomot az id Software-től, amit elmondása szerint koncertek után a Nine Inch Nails turnébuszon játszott. Ő alkotta az id Software népszerű játékának, a Quake-nek a zenéjét. A NIN logó megjelenik a Quake-ben a nail gun lőszeres dobozain is, de ezt megelőzően már beépítették egy titkos szoba padlójába és mennyezetébe is az Ultimate Doomban.
Trent 2003-ban tért vissza az id Software-rel való közös munkára, a Doom 3 c. videójáték hangmérnökeként. Ennek ellenére, az „idő, a pénz és a rossz management” miatt fel kellett hagynia ezzel a projekttel, és a hangokon folytatott munkája nem került fel a megjelent játékra. Az eredeti audio fájlok megtalálhatóak az interneten, bár Reznor és az id Software hivatalos hozzájárulása nélkül. Chris Vrenna, a Nine Inch Nails egykori dobosa alkotta meg a Doom 3 zenéjét partnerével, Clint Walsh-sal.
A The Downward Spiral (1994) és a The Fragile (1999) c. albumai között eltelt öt év alatt Trent Reznor depresszióval, szociális fóbiával, alkotói válsággal, drogfüggőséggel és a nagymamája halálának feldolgozásával küzdött. Reznor azt is nyilvánosságra hozta, hogy a Fragile korszak alatt is alkohol- és drogfüggőségben szenvedett (egészen hivatalosan 2001. június 1-jéig). Egy 2005-ös Kerrang! interjúban Reznor így utal önpusztító múltjára: „Volt egy alak, aki befutotta pályáját. Felül kellett vizsgálnom az értékrendemet, helyre kellett tennem az eszem. Az állandó munka helyett kivettem pár évet, csak hogy kitaláljam, ki is vagyok, és hogy kigondoljam, akarom-e ezt tovább csinálni vagy sem. Szörnyű függővé váltam; össze kellett szednem magam, rá kellett jönnöm, hogy mi történt.” Korábbi öngyilkos hajlamaival ellentétben, Reznor egy 2005-ös Revolver interjúban elismerte, hogy: „Most elég boldog vagyok.” De hozzátette: „Várj! Ezt ne nyomtasd ki! Elrontod a hírnevem. Legalább hazudj, és mondd, hogy van egy holttest a szekrényemben vagy valami.”
A Tapeworm nevű együttműködés Reznor, Danny Lohner, a Toolból Maynard James Keenan és a 12 Rounds zenekarból Atticus Ross között majdnem tíz éve van készülőben, de a hivatalos Nine Inch Nails weboldal egyik híre kijelentette, hogy a projekt véget ért. Az egyetlen ismert részlet bármilyen Tapeworm anyagból az volt, amikor Keenan másik zenekara, az A Perfect Circle a "Vacant" c. dalt is játszotta a turnéján 2001-ben. A "Vacant" az A Perfect Circle harmadik, eMOTIVe c. albumán található átdolgozva, és "Passive" címre átnevezve.
Reznor vendégszerepelni fog a rapper El-P következő albumán, az I'll Sleep When You're Dead címűn, a "Flyentology" c. számban. El-P remixelte az "Only" c. NIN számot, amely az "Every Day Is Exactly the Same" kislemezen jelent meg. Megerősített információk szerint Reznor társ-producere lesz Saul Williams új albumának is, aki a NIN-nel turnézott 2005-ben és 2006-ban.
A következő nine inch nails album, a "Year Zero" az eddig megszokottaktól eltérően mindössze két évvel a "With Teeth" után, 2007 áprilisában jelent meg. A két "Live: With Teeth" turné állomáson, (március 28. Oklahoma City, Oklahoma és március 30. El Paso, Texas) készült DVD Beside You in Time címmel 2007 elején jelent meg. Az előzetes Reznor hivatalos weboldalán jelent meg 2006. szeptember 23-án.

## Érdekességek
- Reznor gyerekként szerette a science fictiont, különösen a The Six Million Dollar Man c. televíziós sorozatot. Később a sorozat egyik szereplőjének nevét („Steve Austin”) álnévként használta utazásai során.[8]
- Reznor beismerten rabja az id Software által kifejlesztett FPS (First-person shooter) típusú számítógépes játéknak, a Doomnak, és függőségét az albumok megjelenése közötti hosszú szünetek okaként is említi. A Doom sorozat követője, a Quake egy "Nail Gun" (ill. egy "Super Nail Gun") nevű fegyvert is tartalmaz, ezzel elismerve Reznor támogatását. Az ezekhez a fegyverekhez tartozó lőszerek dobozán megtalálható a NIN-logó.
- Reznor John Lennon mellotronjának birtokosa, amelyet a Broken, a The Fragile albumokon, valamint a Marilyn Manson Antichrist Superstar c. második stúdióalbumán is használt. Ez a mellotron leginkább arról ismert, hogy a The Beatles Strawberry Fields Forever c. számának intrójában használták – ahogy Paul McCartney a The Beatles Anthology-ban kifejtette.
- Trent magassága: 5'6" (~168 centiméter).
- Reznor barna hajú, de szinte mindig feketére festett hajjal látni.
- A The Downward Spiral írása közben Reznor a Tate villában élt, ahol a Manson család gyilkosságai történtek. Miután elköltözött, és a házat lebontották, visszament és elvitte az ajtót emlékként. Ez lett a New Orleans-ban található Nothing Studios bejárati ajtaja.
- Reznor nagy rajongója David Bowie-nak, az egyik kedvenc albuma tőle az 1977-es Low. Interjúkban úgy nyilatkozott, hogy a The Downward Spiral felvételei közben folyamatosan ezt hallgatta, ha inspirációra volt szüksége. Emellett még Bowie Scary Monsters (and Super Creeps) c. albumát is olykor kedvencei közt említi, amelyről a címadó dalt élőben is előadta Bowie-val az Outside c. 1995-ös David Bowie turnén.
- Reznor nagy Pink Floyd rajongó is, kedvenc albumaként a The Wallt említette, amelyet fiatal korában sokszor hallgatott.
- Marilyn Manson a The Long Hard Road Out Of Hell c. önéletrajzában úgy írta le Reznort az Antichrist Superstar c. albumának készítése során, mint „a testvér, aki nekem sosem volt”.
- Reznor 1995-ben költözött New Orleans-ba, és egy korábbi temetkezési vállalat házából épített ki stúdiót. 2004-ben költözött el ismét, ezúttal Los Angeles-be, mert állítása szerint olyan barátokra volt szüksége, akik nem isznak.
- Reznor viszályba keveredett a Limp Bizkit zenekarral (pontosabban a frontemberükkel, Fred Dursttel) népszerűségük csúcsán, az 1990-es évek vége felé. Reznor ’hülyének’ nevezte Durstöt, és kijelentette egy Rolling Stone magazinnak adott 1999-es interjúban, hogy „Fred Durst felszörfözhet egy furnérlemezen a seggembe.”[21] Mindemellett ismeretes, hogy Reznor fel van tüntetve a „Hot Dog” c. dal szerzői közt a Limp Bizkit Chocolate Starfish and the Hot Dog Flavored Water c. albumán. Ennek oka, hogy a dalban a „Closer” c. Nine Inch Nails szerzemény szövegéből szerepelnek részletek, különösen az 'I want to fuck you like an animal' kifejezés. Reznor abba a nehéz helyzetbe került, hogy ahhoz kellett engedélyt adnia, hogy a saját dalszövegét egy őt kigúnyoló dalban használják, de az akkori interjúk azt sugallták, hogy úgy gondolta, az a legjobb, ha megadja az engedélyt, mint hogy elhúzza az ügyet.[22]
- Reznor lett volna a producere Aaliyah azonos című albumán az egyik dalnak, de a terv semmissé lett, amikor az énekesnő tragikus körülmények között életét vesztette egy repülőgép-szerencsétlenségben.[23]
- 2006 januárjában Reznor egy PETA által készített társadalmi célú hirdetésben tűnt fel.[24]
- 2006 áprilisában a  The Spiral Fanclub fórumán Trent Reznor megírta, hogy a drogokkal és alkohollal folytatott küzdelmét hivatalosan 2001. június 11-én fejezte be.[25]
- A Revolver magazin 2000-ben Reznorral és Roger Waters-szel készített párhuzamosan egy interjút.[26]
- Trent az (1888-ban alapított) fűtéssel és légkondicionálással foglalkozó Reznor vállalat alapítójának, George Reznornak közvetlen leszármazottja. Bár a család az 1960-as években eladta a vállalkozást, a Reznor berendezéseket még Trent szülővárosában, a Pennsylvania állambeli Mercerben gyártják.[27]